# 中国豪猪
中国豪猪（学名：Hystrix hodgsoni）豪猪科豪猪属的一种，也称喜马拉雅豪猪、豪猪、普通豪猪，俗称箭猪、刺猪、猞猪、山猪等，分布于中国及印度、尼泊尔、孟加拉国、缅甸、泰国等地。本种的野外种群在2023年被收录入《有重要生态、科学、社会价值的陆生野生动物名录》。
本种之前一般被视为马来豪猪的一个亚种，目前一般被认为是独立种。

## 保护
本种于2023年被收录入《有重要生态、科学、社会价值的陆生野生动物名录》。